# 茶盞

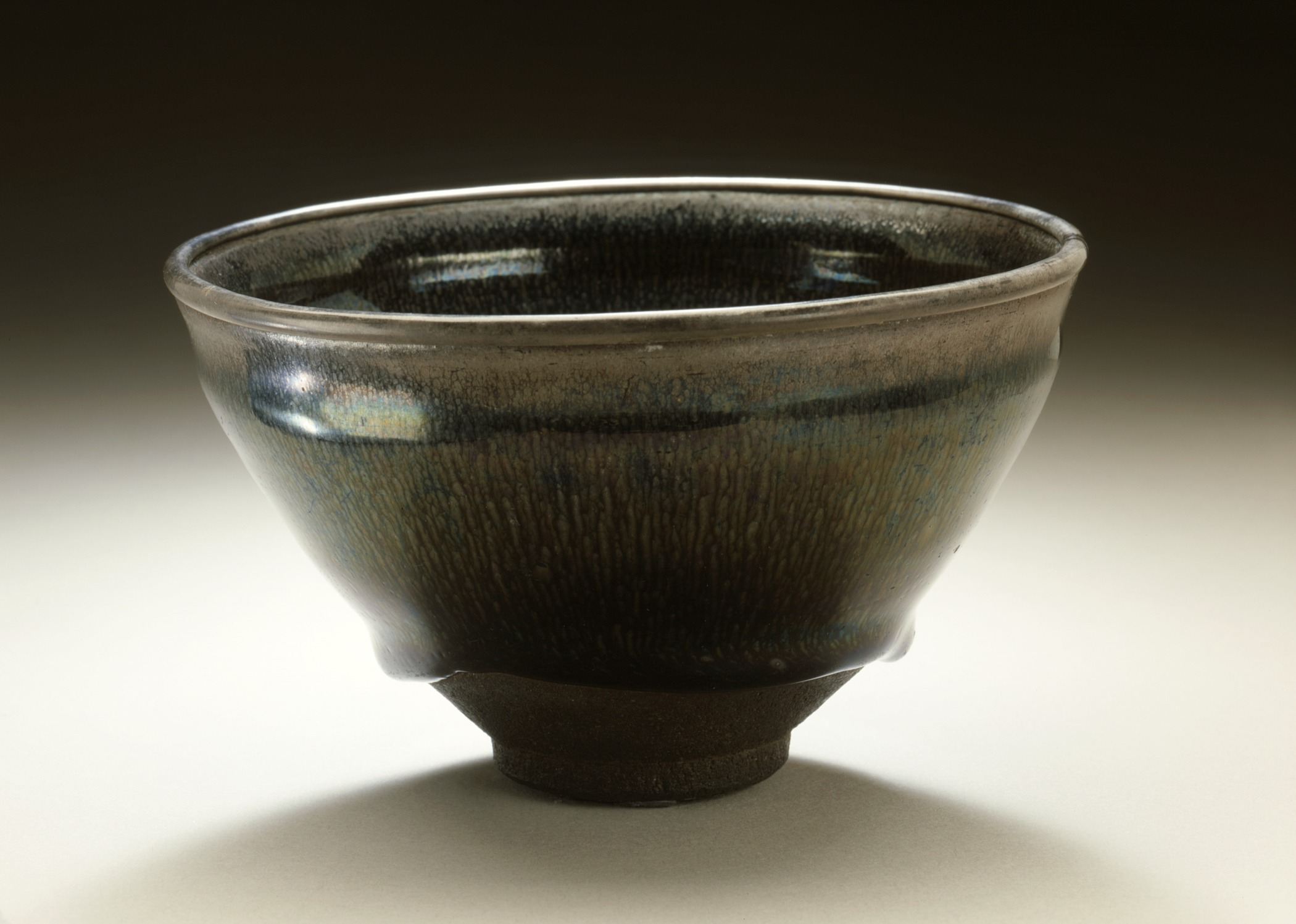
宋朝時期的建窑茶碗

茶盞，是東亞傳統用以盛茶湯的碗或杯形茶器，也稱茶碗、茶鍾、茶盅、茶盌、茶圓、茶甌、茶杯等，而大小、材質、文飾不一，有多種形制。在中國，茶盞的主流，因為食茶法的不同，器形大小從唐宋的大盞發展到明清的小盞，色彩從唐的尚青、宋的尚黑發展到明的尚白，經歷了數次嬗變過程。

## 名稱
茶盞一形的茶器在古代漢文典籍中有多種名稱，但並無嚴格的定名標準。台北國立故宮博物院的研究員廖寶秀指出，茶盞、茶碗、茶甌的器形較大，茶杯、茶鍾較小。明清的茶杯沿用茶盞、茶碗等名，但器形大小已與唐宋茶盞有了很大的不同。而據清宮檔案所載，清代宮廷作為品茶用的茶碗、茶圓、茶鍾，口徑有不同，茶鐘口徑約10公分，茶碗約11公分，高度無明顯差別。

### 茶盞
盞，《博雅》：“杯也”；郭璞注《方言》：“最小杯也”。本作琖。《說文》：“玉爵也；夏曰琖，殷曰斝，周曰爵。从玉戔聲；盞，或从皿。”
- 《大觀茶論》：“盞色貴青黑，玉毫條達者為上。”
- 《茶錄》：“茶色白，宜黑盞，建安所造者紺黑。”

### 茶碗、茶盌、茶椀、茶埦
盌，《說文》：“小盂也”。椀，《正韻》：“與盌同”。埦，《集韻》：“與盌同”。
- 《茶經》：“碗，越州上，鼎州次，婺州次，岳州次，壽州、洪州次。”
- 王世貞詩：“隠囊匡坐自煎茶　窗前竹色分茶盌。”

### 茶杯
- 《紅樓夢》：“家下僕婦們將帶著行路的茶壺茶杯、十錦屜盒、各樣小食端來，鳳姐等吃過茶，待他們收拾完備，便起身上車。”

### 茶鍾
鍾，《說文解字注》：“酒器也。古者此器葢用以宁（貯）酒。故大其下，小其頸。自鍾傾之而入於尊，自尊勺之而入於觶。故量之大者亦曰鍾”；《澄衷蒙學堂字課圖說》：“俗呼小杯為鍾”；《通雅》：“今謂茶鍾曰甌，古則曰甂”。
- 《弁而釵》：“喫了茶，將茶鍾放在椅上。”

### 茶甌
甌，《玉篇》：“椀之小者”。
- 《茶譜》：“茶甌，古人多用建安所出者。”
- 《中山傳信錄》：“茶甌，...甌上造一小木蓋，朱黒漆之；下作空心托子：製作頗工。茶甌頗大，斟茶止二、三分，用菓一小塊貯匙内：此學中國獻茶法也。若國中烹茶法，以茶末雜細粉少許入碗，沸水半甌，用小竹帚攪數十次，起沫滿甌面爲度；以敬客。”

### 茶圓
- 《清稗類鈔》：“嘉慶款茶圓、茶碗、茶撇及瓶壺等類，計百七十四類。”

### 茶盅
- 《文明小史》：“又取出三個茶盅，倒了三碗茶上來。”
- 《清稗類鈔》：“金如意茶盤成對，金福壽碗蓋成對，黃地福壽瓷茶盅成對，黃地福壽瓷蓋碗成對。”

茶盞的美名，又有啜香、陶寶文等。

## 形制
中國的茶盞有多種形制，宋之前較大，明朝之後由於飲茶方式改變，茶盞變得細小。
日本的茶碗形制，請參閱茶碗 (日本)。